# زین‌الدین سوآلم
زین‌الدین سوآلم (به انگلیسی: Zinedine Soualem) (زاده ۱۷ آوریل ۱۹۵۷) بازیگر فرانسوی است.
از فیلم‌های معروف او می‌توان به بازی در حالت نیلی، عروسک‌های روسی، پازل چینی، به استیکز خوش آمدید و اگر من یک مرد ثروتمند بودم اشاره کرد.